# 브린디시도
브린디시도(이탈리아어: Provincia di Brindisi)은 이탈리아 풀리아주의 도이다. 도청 소재지는 브린디시이다. 면적은 1,839 km2, 인구는 402,093(2001)이다. 이곳 첼리노 산 마르코는 가수 알 바노가 태어난 곳이다.